# Zeuhl
Zeuhl (v jazyce Kobaïan znamená nebeský. Jedná se o umělý jazyk vytvořený Christianem Vanderem) je hudební žánr, který je odnoží progresivního rocku. Jde o směs moderního jazzrocku, space rocku, vážné hudby, opery a avantgardy. Tento žánr hrají hudební skupiny inspirované hudební skupinou Magma a také hudební skupiny bývalých členů magma (Weidorje, Dun nebo Art Zoyd).